# Kondguli, Sindgi
Kondguli là một làng thuộc tehsil Sindgi, huyện Bijapur, bang Karnataka, Ấn Độ.